# Varese Sportiva 1932-1933
Questa voce raccoglie le informazioni riguardanti la Varese Sportiva nelle competizioni ufficiali della stagione 1932-1933.

## Organigramma societario
Area direttiva
- Presidente: Prof. Aldo Maroni
- Consiglio direttivo: ???

Area organizzativa
- Segretario: ???

Area tecnica
- Allenatore: Aldo Secchia
- Preparatore atletico: Alessandro Pirovano

## Rosa
| N. |                      | Ruolo | Calciatore           |
| -- | -------------------- | ----- | -------------------- |
|    | Italia (bandiera)    |       | Giancarlo Ambrosetti |
|    | Italia (bandiera)    | D     | Ugo Beltrami         |
|    | Argentina (bandiera) | P     | Alberto Bernasconi   |
|    | Italia (bandiera)    | A     | Bianchi              |
|    | Italia (bandiera)    | C     | Urbano Biotti        |
|    | Italia (bandiera)    | D     | Renato Bizzozero     |
|    | Italia (bandiera)    | A     | Renato Bobba         |
|    | Italia (bandiera)    | D     | Sandro Broggi        |
|    | Italia (bandiera)    | A     | Ugo Casoli (II)      |
|    | Italia (bandiera)    | A     | Piero Colombo        |
|    | Italia (bandiera)    | C     | Domenico De Nicola   |
|    | Italia (bandiera)    | P     | Magnifico            |
|    | Italia (bandiera)    | P     | Marazzi              |
|    | Italia (bandiera)    | D     | Luigi Maroni (I)     |
|    | Italia (bandiera)    | A     | Renzo Maroni (II)    |

| N. |                   | Ruolo | Calciatore               |
| -- | ----------------- | ----- | ------------------------ |
|    | Italia (bandiera) | A     | Mentasti                 |
|    | Italia (bandiera) | D     | Natale Pedetti (I)       |
|    | Italia (bandiera) | A     | Pedetti (II)             |
|    | Italia (bandiera) | C     | Piccardi                 |
|    | Italia (bandiera) | C     | Carlo Pontiggia (I)      |
|    | Italia (bandiera) | A     | Coriolano Pontiggia (II) |
|    | Italia (bandiera) | D     | Rossi                    |
|    | Italia (bandiera) | C     | Talamona                 |
|    | Italia (bandiera) | P     | Terzi                    |
|    | Italia (bandiera) | A     | Vittorio Torti (I)       |
|    | Italia (bandiera) | A     | Stefano Visca            |
|    | Italia (bandiera) | C     | Francesco Viscardi       |
|    | Italia (bandiera) | C     | Emilio Zafferri          |
|    | Italia (bandiera) | A     | Pierino Zonda            |

## Arrivi e partenze
| Acquisti | Acquisti           | Acquisti        | Acquisti   |
| -------- | ------------------ | --------------- | ---------- |
| C        | Domenico De Nicola | Littorio Vomero | definitivo |
| D        | Stefano Visca      | Seregno         | definitivo |

| Cessioni | Cessioni          | Cessioni    | Cessioni           |
| -------- | ----------------- | ----------- | ------------------ |
| A        | Luigi Alabiso     | ???         | definitivo         |
| .        | Gianni Broggi     | Valle Olona | definitivo         |
| .        | Mario Cappa       | ???         | definitivo         |
| C        | Luigi Cattaneo    | ???         | militare a Perugia |
| D        | Guerrino Cattaneo | Milan       | definitivo         |
| .        | Luigi Ceriani     | ???         | definitivo         |
| .        | Giulio Ferrari    | ???         | definitivo         |
| .        | Flaminio Landini  | Legnano     | definitivo         |
| .        | Mario Mazzola     | ???         | definitivo         |
| C        | Alfredo Milano    | ???         | definitivo         |
| .        | Narciso Sacchiero | ???         | definitivo         |
| D        | Livio Semelli     | Saronno     | definitivo         |
| .        | Virgilio Vismara  | ???         | definitivo         |